# Бабич Шайхзада Мухаметзакирович
Шайхзада Мухаметзакирович Бабич (башк. Шәйехзада Мөхәммәтзәкир улы Бабич, тат. Шәехзадә Мөхәммәтзәкир улы Бабич; нар. 2 [14] січня 1895, хут. Асяново, Уфимська губернія — пом. 28 березня 1919) — башкирський і татарський поет і політичний діяч. Класик башкирської національної літератури. Діяч башкирського національно-визвольного руху, один з членів Башкирського Уряду (1917—1919). Голова Всебашкирского союзу молоді «Тулкин» (1917—1918).

## Біографія

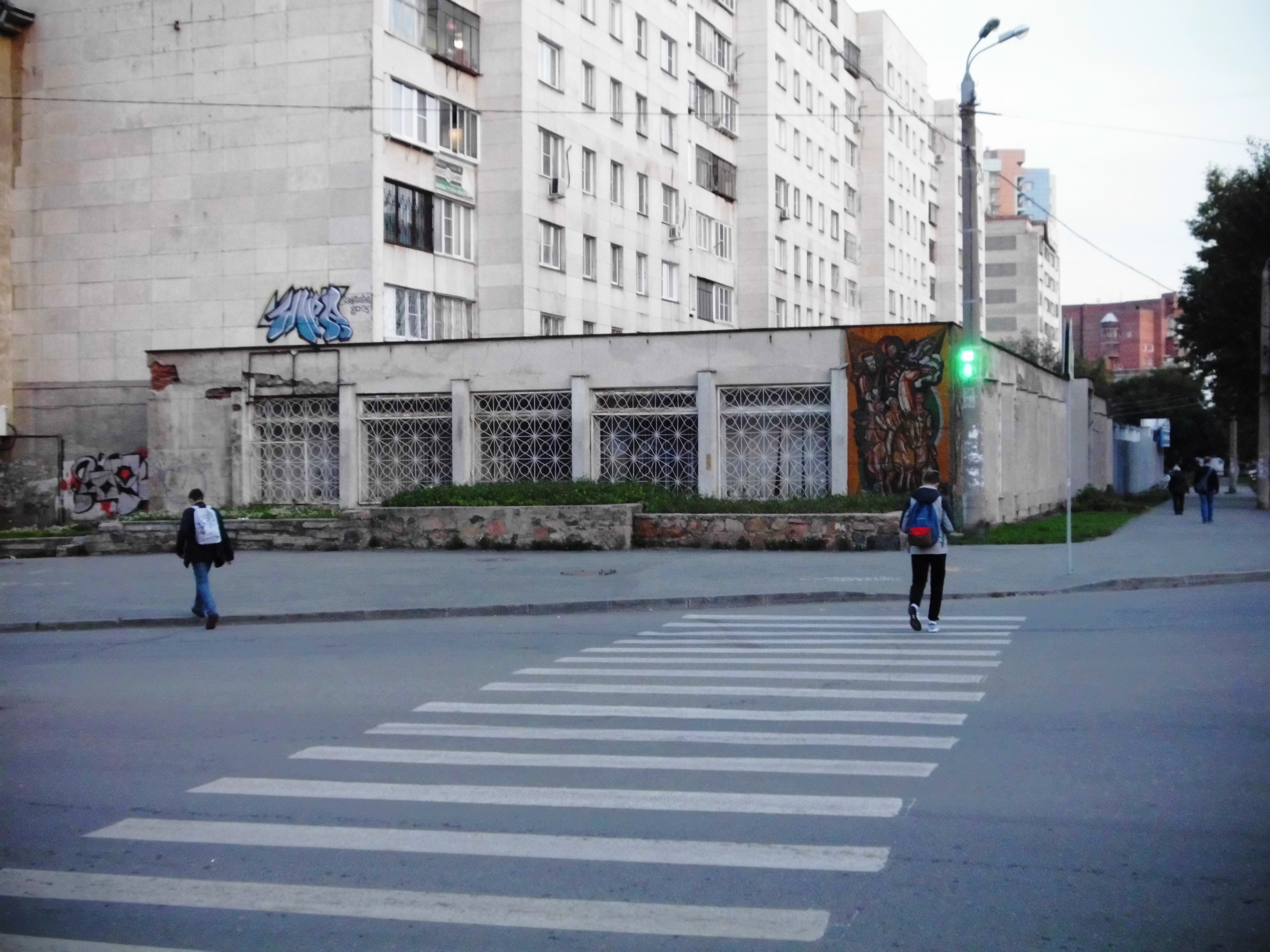
Будівля бібліотеки № 15 башкирської і татарської літератури імені Шайхзади Бабича в місті Челябінську

Народився 1895 року в селі Асяново Бирського повіту Уфимської губернії (нині в Дюртюлинському районі Башкортостану). Походив з башкирів-вотчинників села Кігазитамаково Куюкової тюби Канлинської волості (нині Мишкинського району Башкортостану).
Шежере Бабичевих: Бабич (1688—1749) → Мухтар (1742—1822) → похідний осавул Ішбулди (1778—1814) → зазначеної мулла Гілуан (Галіян) (1811—?) → Мухаметзакир (1847—1922) → Шайехзада (1895—1919). У деяких документах Бабич вказував своє походження таким чином: «канлинський башкир», а у статті в газеті «Башкорт» — «син канлинца». Татарська і башкирська походження поета також знайшло відображення в його творчості.
Початкову освіту здобув у рідному селі, в медресе у свого батька Мухаметзакіра — указного мулли Асянського махалля. У 1910 році він переїхав у казахські степи, навчав дітей казахів.
У 1911—1916 роках вчився в медресе «Галія» в Уфі. У роки навчання Ш. Бабич глибоко захопився літературою, брав участь у літературних і музичних гуртках, друкувався в рукописному журналі медресе «Парлак». Після закінчення навчання він поїхав в Троїцьк, працював учителем, одночасно співпрацював у журналі «Акмулла».
Літні місяці 1917 року знаходиться в Уфі, потім переїхав до Оренбурзі, де на перших порах працював у сатиричному журналі «Кармак» («Вудочка»).
З осені 1917 року Ш. Бабич учасник башкирського національного руху, секретар Башкирського обласного (центрального) шуро (ради) Автономного Башкортостану, редактор газети «Башкорт», керівник молодіжної організації башкир «Тулкын» («Хвиля»).
У 1918—1919 роках працює військовим кореспондентом у башкирському війську.
Єдиний прижиттєвий збірник віршів Ш. Бабича «Сині пісні. Молодий Башкортостан» вийшов у 1918 році в Оренбурзі.
25 лютого 1919 року призначається співробітником відділу башкирської радянської друку Башревкому.
28 березня 1919 року при переході Башкирського війська на бік РСЧА Шайхзада Бабич та його товариш, поет Габдулхай Іркабаєв були вбиті червоноармійцями 1-го Смоленського стрілецького полку в селі Зілаїр Башкирської АРСР.

## Твори

### Інші твори
- Балада «Клоп» (1916)
- Поема «Газазил» (1916)
- Цикл епіграм «Кітабеннас»

## Твори
- Шигырьләр. X. Госман кереш сүзе.— Казан: Таткитап нәшр., 1958.— 155 б.
- Һайланма әҫәрҙәр. — Өфө, 1958.
- у російському перекладі: Вибрана лірика. — Уфа, 1966

## Пам'ять
- У 1993 році режисер Малік Якшимбетов зняв документальний фільм «На камені кров моя густа» про поета Шайхзаде Бабиче.
- У 1995 році Уряд Республіки Башкортостан заснував державну молодіжну премію імені Шайхзади Бабича.
- На батьківщині поета в 1995 році був відкритий музей Ш. Бабича.
- Школі хутора Асяново і башкирської гімназії с. Зилаїр присвоєно ім'я Ш. Бабича.
- Встановлено погруддя поета в Асяново, Сібаї, Зілаїрі та в родовому селищі Бабичевих — селі Кігазитамаковому Мишкинського району Башкортостану.
- Встановлені меморіальні дошки на будівлі медресе «Галія» і в будівлі с. Зилаїр, де загинув поет.
- Вулиці багатьох населених пунктів Башкортостану носять ім'я Ш. Бабича.
- У Челябінську розташовується Бібліотека башкирської і татарської літератури імені Ш. Бабича.
- У 2017 році режисер Булат Юсупов зняв художній фільм «Бабич» про великого башкирському поета і громадсько-політичного діяча Шайхзаде Бабиче. У фільмі роль поета виконав актор Ільгіз Тагіров[12].
- 28 червня 2019 року відкрито пам'ятник поетові перед будівлею телецентру в Уфі.